# Juliana van Nicomedië
Juliana van Nicomedië, ook wel Juliana van Cumae genoemd, (overleden te Cumae, ong. 304) was een martelares tijdens de christenvervolgingen door de Romeinse keizer Diocletianus. Ze vond na marteling en ten slotte door onthoofding de dood.
Haar naamdag is 16 februari in de Rooms-Katholieke Kerk en 21 december in de Oosterse kerken. Zij is de patroonheilige van de geboorte en diverse ziektes (koortsen en besmettelijke ziektes).
In de middeleeuwen werd zij overal in Europa vereerd en aangeroepen, vooral in de Nederlanden.

## Legende
Juliana was de dochter van Africanus, een ambitieus functionaris in het Romeinse leger. Zij werd geboren in de stad Nicomedië. Als kind werd zij verloofd met Elusius, een van de adviseurs van de keizer. Door haar eerlijke intellect en goedheid van de ziel zou zij de teleurstelling in het heidens geloof doorzien hebben en zich in het geheim hebben laten dopen om christen te worden.
Toen haar trouwdatum naderde, weigerde Juliana te trouwen, ondanks aandringen van haar vader, die haar daarom in elkaar sloeg. Africanus was een fel tegenstander van het christendom. Vervolgens droeg hij haar over aan de gouverneur, die toevalligerwijs Elusius zelf was. Ook Elusius drong bij haar aan om met hem te trouwen, waarbij hij haar beloofde haar niet te zullen verplichten haar geloof te verlaten. Opnieuw weigerde Juliana, waarbij ze aangaf nog liever te zullen sterven, dan te moeten trouwen met een heiden.
Hierop liet Elusius haar ten overstaan van een groot publiek martelen. Opvallend was echter dat na iedere marteling haar wonden snel genazen en zij nieuwe kracht van God leek te ontvangen. De aanwezigen zouden zo onder de indruk geraakt zijn van dit wonder dat ongeveer 600 mensen zich lieten dopen; zij werden allen slachtoffers van de christenvervolging.
Toen zij in de cel zat kreeg Juliana een visioen van een duivel, die zich voordeed als een engel van het licht en er bij haar op aandrong, offers te brengen aan de heidense goden. Omdat Juliana deze misleiding doorzag riep zij uit tot God voor zijn hulp, met wiens hulp zij uiteindelijk de verleider kon weerstaan.
Uiteindelijk zag Elusius in, dat verdere martelingen geen zin hadden, waarop hij haar veroordeelde tot de doodstraf, wat Juliana met veel vreugde accepteerde, doordat zij hierdoor de martelaarsdood zou sterven. Na eerst gedeeltelijk te zijn verbrand, werd ze vervolgens in een ketel met hete olie gegooid, waarna zij uiteindelijk onthoofd werd (304 na Christus).

## Geschiedenis
Het verhaal van Juliana moet geplaatst worden in een tijd, dat er nog sprake was van grote christenvervolgingen. De legende herbergt verschillende aspecten, die in de vroegchristelijke kerk gezien werden als de basis van het ware geloof:
- Het afzweren van enig heidens geloof en zijn gebruiken
- Het weerstaan van de duivel
- De martelaarsdood als ultiem bewijs van het rotsvaste vertrouwen in het hiernamaals.

Juliana werd als representant een voorbeeld van de ontberingen, die de vroeg-christenen moesten doorstaan. 
Hoewel het verhaal in de loop der tijd bron werd van romantische voorstellingen van het lijden van Juliana, wordt over het algemeen aangenomen, dat Juliana wel degelijk een historische figuur is geweest. Zij zou echter niet overleden zijn in Nicomedië, maar in Cumae.
Na haar dood kwamen haar stoffelijke resten in Napels terecht.

## Kunst

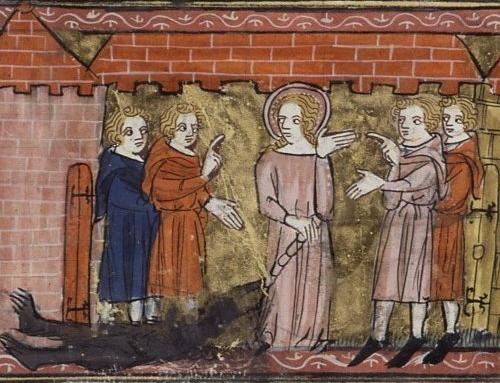
Juliana van Nicomedië (midden)

In de kunst werd Juliana op diverse manieren afgebeeld:
- Samen met een gevleugelde duivel, die zij aan een ketting leidt;
- Met een draak aan haar voeten;
- Naakt opgehangen aan haar haren.

## Trivia
Op 15 februari 1506 werd Juliana van Stolberg geboren. Zoals het toen gebruikelijk was, werd een kind vaak genoemd naar een naamheilige, waardoor zij genoemd werd naar Juliana van Nicomedië.